# 1901 en Colombie-Britannique
Chronologie de la Colombie-Britannique
- 1897
- 1898
- 1899
- 1900
- 1901
- 1902
- 1903
- 1904
- 1905

Cette page concerne des événements qui se sont produits durant l'année 1901 dans la province canadienne de Colombie-Britannique.

## Politique
- Premier ministre : James Dunsmuir.
- Chef de l'Opposition :
- Lieutenant-gouverneur : Henri-Gustave Joly de Lotbinière
- Législature :

## Événements
- Première ascension du Mont Assiniboine par une équipe menée par James Outram.

- 9 mars : les canadiens d'origine japonaise obtiennent le droit de vote en Colombie-Britannique.